# Ціла функція
Ціла функція — функція, голоморфна на всій комплексній площині. Вона розкладається в степеневий ряд:
{\displaystyle f(z)=\sum _{n\geq 0}a_{n}z^{n},\quad a_{n}={\frac {f^{(n)}(z)}{n!}},}
що є збіжним у всій площині {\displaystyle \mathbb {C} }. Прикладами цілих функцій є многочлени, тригонометричні функції, експонента.

## Властивості
- Ціла функція, що має на нескінченності полюс, повинна бути многочленом. Таким чином, всі цілі функції, що не є многочленами мають на нескінченності істотно особливу точку. Такі функції називаються трансцендентними цілими функціями.

- Якщо {\displaystyle f(z)\neq 0} усюди, то {\displaystyle f(z)=e^{P(z)}}, де P(z) — ціла функція.

- Якщо функція приймає значення нуль в скінченній множині точок {\displaystyle z_{1},\ldots ,z_{k}}, то:

{\displaystyle f(z)=(z-z_{1})\ldots (z-z_{k})e^{P(z)}}
- У загальному випадку, коли у f(z) має нескінченно багато нулів {\displaystyle z_{1},z_{2},\ldots ,} має місце представлення:

{\displaystyle f(z)=z^{\lambda }e^{P(z)}\prod _{1}^{\infty }\left(1-{\frac {z}{a_{n}}}\right)\exp \left({\frac {z}{a_{n}}}+{\frac {1}{2}}\left({\frac {z}{a_{n}}}\right)^{2}+\dots +{\frac {1}{p_{n}}}\left({\frac {z}{a_{n}}}\right)^{p_{n}}\right),}
де Р(z) є цілою функцією, а {\displaystyle \lambda =0}, якщо {\displaystyle f(0)\neq 0} і {\displaystyle \lambda } рівне кратності нуля z = 0, якщо {\displaystyle f(0)=0}.
- Значеннями довільної цілої функції, не рівної константі, є усі комплексні числа за винятком, можливо одного числа (наприклад значеннями експоненти є всі числа крім нуля).

## Порядок і тип цілої функції
Нехай 
{\displaystyle M_{f}(r)=\max _{|z|\leq r}|f(z)|.}
Якщо при великих r величина Мf (r) зростає не швидше {\displaystyle r^{\mu }}, то f(z) — многочлен степеня не більшого {\displaystyle \mu }. Відповідно, якщо f(z) не многочлен, то Мf (r) росте швидше будь-якого степеня r. При оцінці зростання Мf (r) в цьому випадку береться як функція порівняння показникова функція. 
За визначенням f(z) є цілою функцією скінченного порядку, якщо існує скінченне {\displaystyle \mu } таке, що 
{\displaystyle M_{f}(r)<\exp(r^{\mu }),\quad r>r_{0}}
Нижня грань {\displaystyle \rho } множини чисел {\displaystyle \mu }, що задовольняють цій умові, називається порядком цілої функції f(z). 
Порядок обчислюється за формулою 
{\displaystyle \rho =\rho _{f}=\limsup _{r\rightarrow \infty }{\frac {\ln \ln M_{f}(r)}{\ln r}}.}
Якщо f(z) порядку {\displaystyle \rho } задовольняє умові: 
{\displaystyle M_{f}(r)<\exp(\alpha r^{\mu }),\quad \alpha <\infty ,\quad r>r_{0}}
то кажуть, що f(z) — функція порядку {\displaystyle \rho } і скінченного типу. Нижня грань {\displaystyle \sigma } множини чисел {\displaystyle \alpha }, що задовольняють вказаній умові, називається типом цілої функції f(z). Він визначається з формули 
{\displaystyle \sigma _{f}=\limsup _{r\rightarrow \infty }{\frac {\ln M_{f}(r)}{r^{\rho }}}.}
Серед цілих функцій скінченного типу розрізняють цілі функції нормального типу {\displaystyle (\sigma >0)} і мінімального типу {\displaystyle (\sigma =0)}. Якщо умова при визначенні типу не виконується при будь-якому {\displaystyle \alpha <\infty }, то ціла функція називається цілою функцією максимального, або нескінченного, типу. 

### Приклади
- Функції {\displaystyle \exp(z)} і {\displaystyle \sin(z)} з {\displaystyle \cos(z)} мають порядок 1.
- Функція Міттаг-Лефлера {\displaystyle f(z)=\sum _{n=0}^{\infty }{\frac {z^{n}}{\Gamma \left(1+{\frac {n}{\rho }}\right)}}} має порядок {\displaystyle \rho }.

### Властивості
- Порядок і тип цілих функцій задовольняють властивості:
  - {\displaystyle \rho _{f+g}\leq \max(\rho _{f},\rho _{g})}
  - {\displaystyle \rho _{fg}\leq \max(\rho _{f},\rho _{g})}
  - {\displaystyle \sigma _{f+g}\leq \max(\sigma _{f},\sigma _{g})}
  - {\displaystyle \sigma _{fg}\leq \sigma _{f}+\sigma _{g}}

- Нулі {\displaystyle z_{1},z_{2},\ldots ,} цілої функції f(z) порядку {\displaystyle \rho } для якої {\displaystyle f(0)\neq 0}  володіють властивістю:

{\displaystyle \sum _{k=1}^{\infty }{\frac {1}{|z_{k}|^{\rho +\epsilon }}}<\infty ,\quad \forall \epsilon >0.}
- Порядок і тип можна визначити через коефіцієнти розкладу функції в ряд:

- - {\displaystyle \rho _{f}=\limsup _{n\rightarrow \infty }{\frac {n\ln n}{\ln 1/|a_{n}|}}.}
  - {\displaystyle \sigma _{f}={\frac {1}{\rho e}}\limsup _{n\rightarrow \infty }n|a_{n}|^{\rho /n}.}

## Функції багатьох змінних
Функція багатьох змінних f(z1, z2, ..., zn) є цілою функцією, якщо вона є голоморфною для {\displaystyle |z_{k}|<\infty ,~(k=1,\ldots ,n)}. Для неї вводяться поняття порядку і типу (спряжених порядків і типів). Простого представлення у виді нескінченного добутку тут одержати не вдається, тому що на відміну від випадку {\displaystyle n=1} нулі f(z) не є ізольованими.